# Liste de personnalités nées à Rostov-sur-le-Don
Personnages célèbres de Rostov-sur-le-Don.

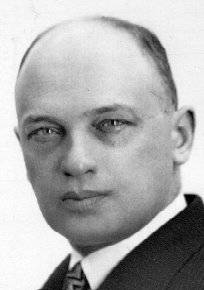
Xavier Tartakover (1887–1956)

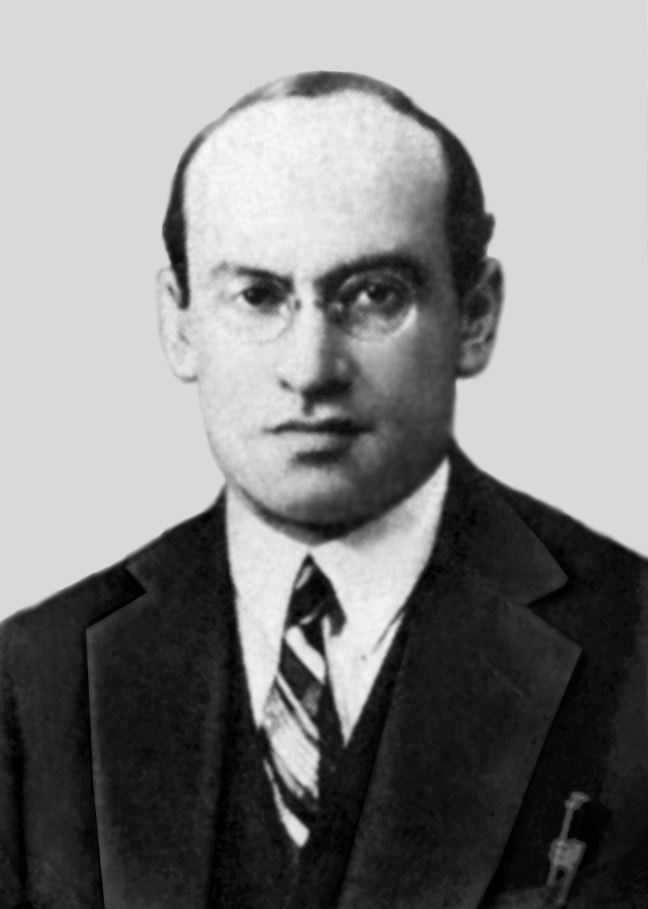
Yakov Frenkel (1894–1952)

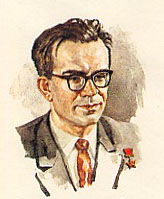
Victor Glouchkov (1923–1982)

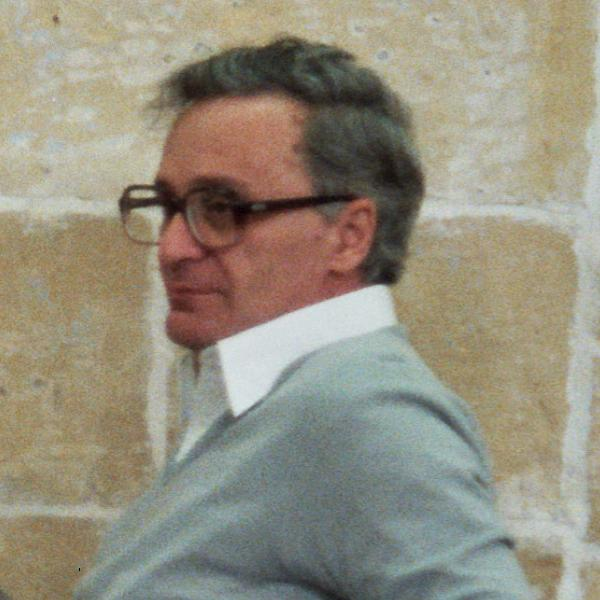
Leonid Chamkovitch (1923–2005)

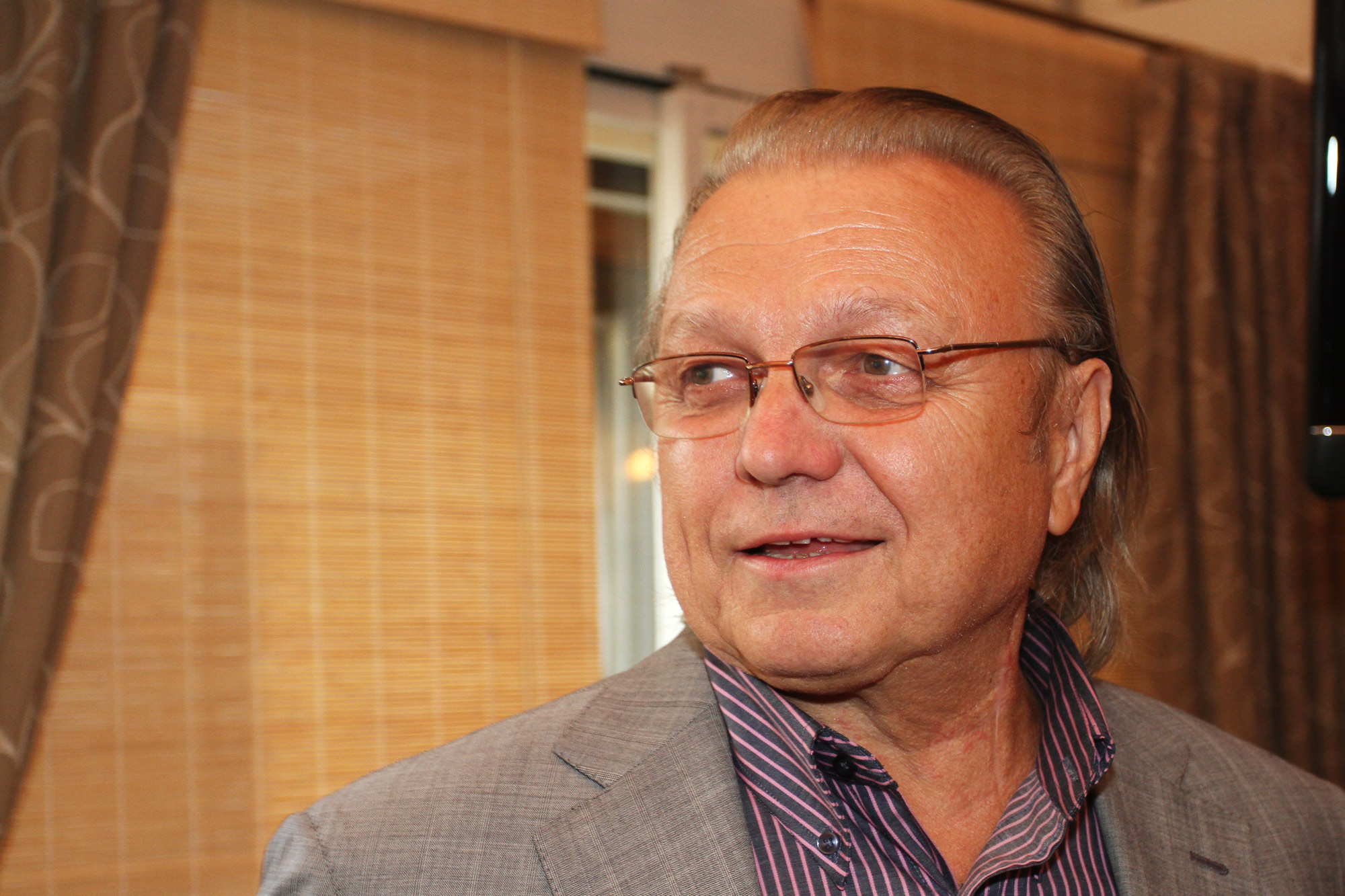
Iouri Malikov (1943)

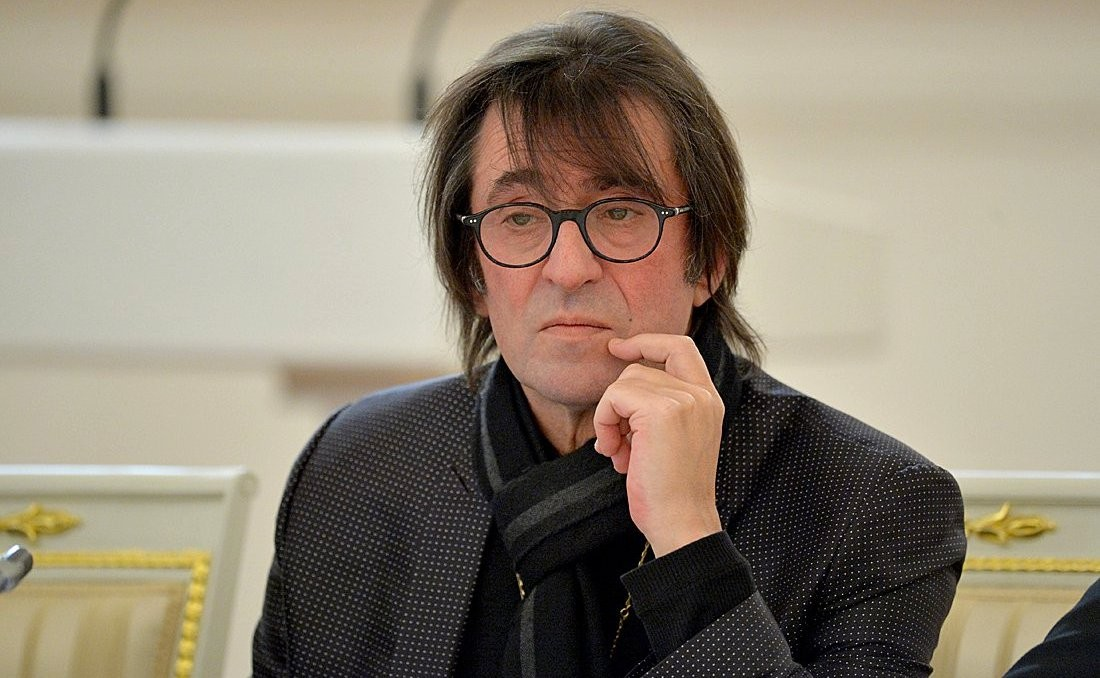
Iouri Bachmet (1953)

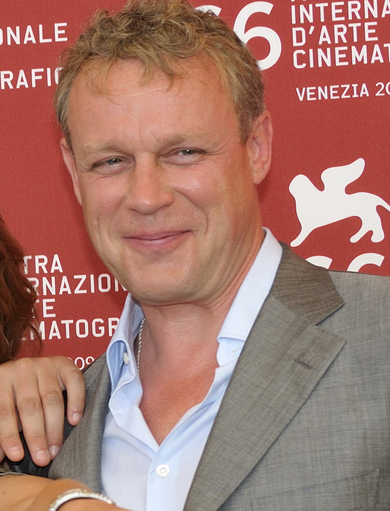
Sergueï Jigounov (1963)

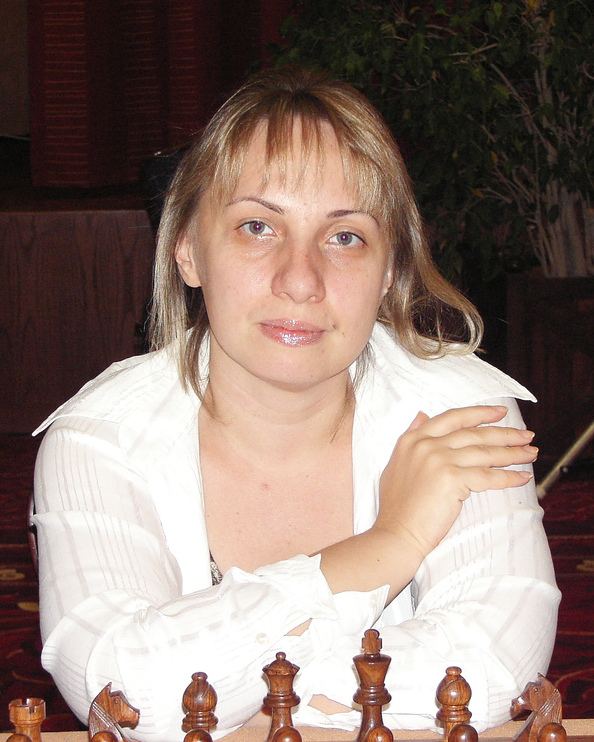
Ekaterina Kovalevskaïa (1974)

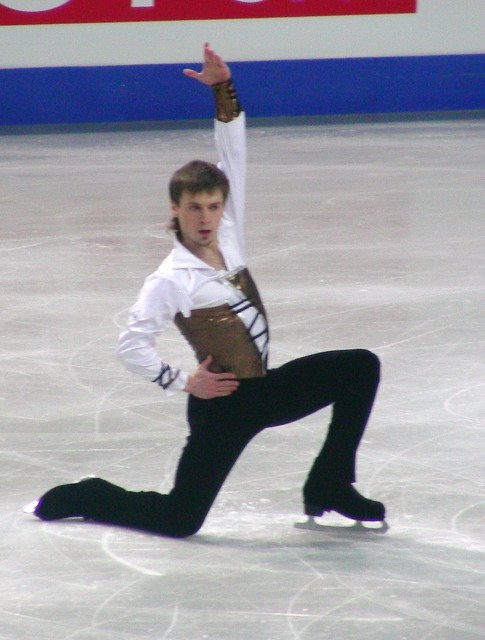
Sergei Davydov (1979)

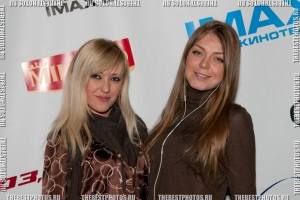
Oksana Pochepa (1984)

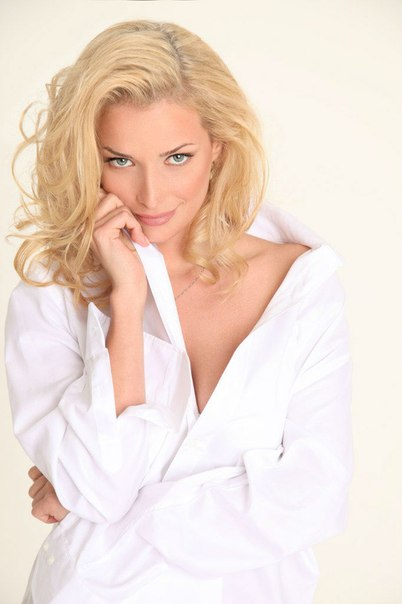
Tatiana Kotova (1985)

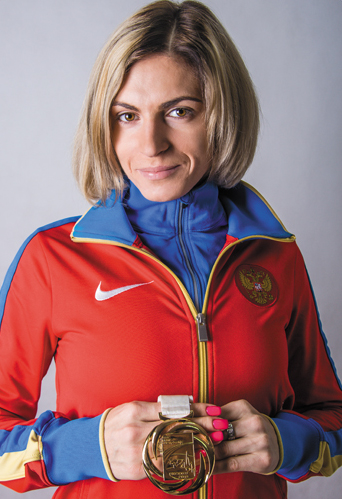
Antonina Krivoshapka (1987)

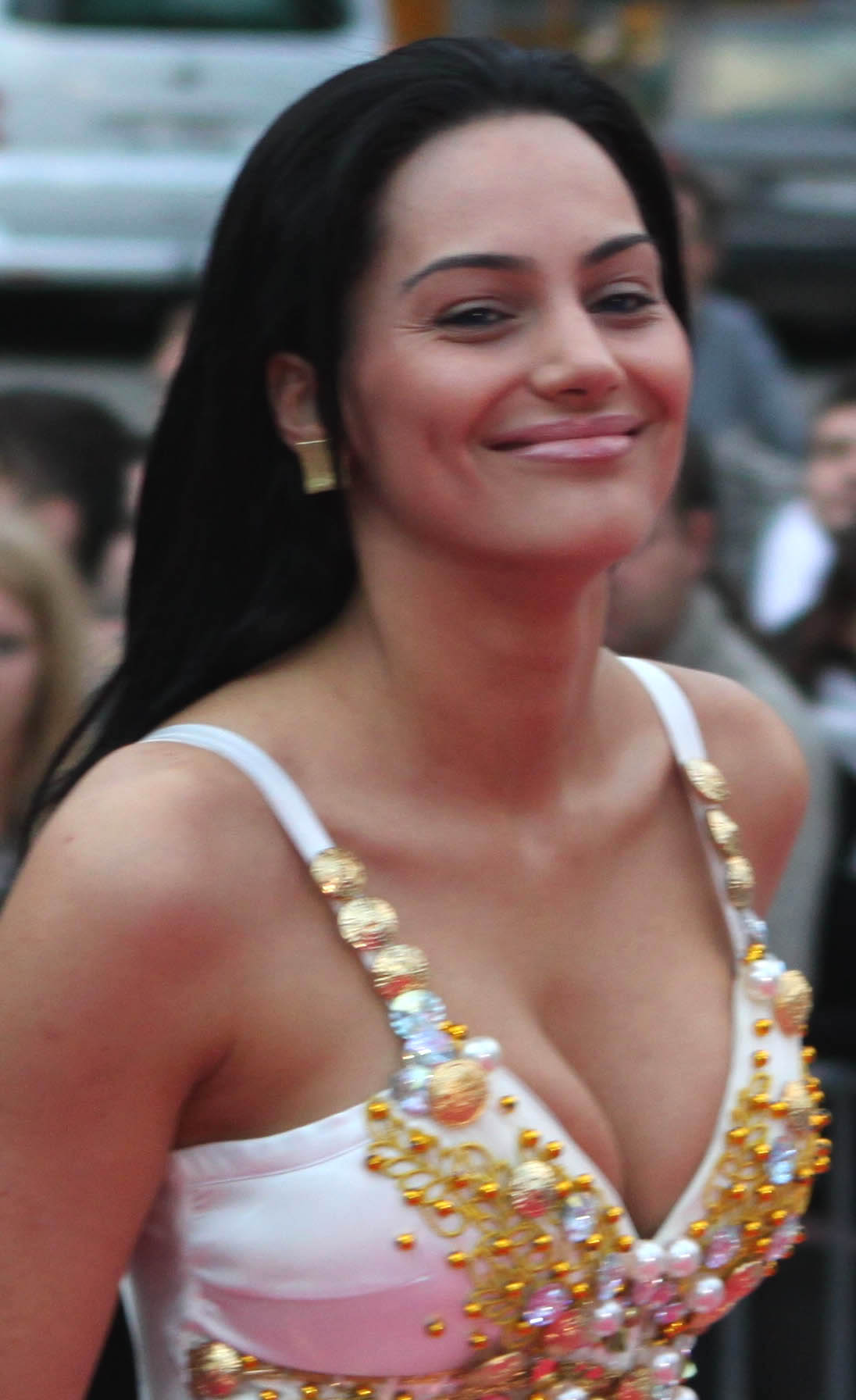
Eva Rivas (1987)

## XIXesiècle

### 1801–1890
- Georges VI Tcheorekdjian (1868–1954), Catholicos de l'Église apostolique arménienne de 1945 à 1954
- Martiros Sarian (1880–1972), peintre arménien
- Mikhaïl Gnessine (1883–1957), compositeur russe et soviétique
- Raïssa Maritain (1883–1960), poétesse, philosophe
- Alexandre Schapiro (1883–1946), militant anarchiste et syndicaliste révolutionnaire
- Sabina Spielrein (1885–1942), psychiatre et psychanalyste russe
- Xavier Tartakover (1887–1956), joueur d'échecs austro-polonais naturalisé français
- Efrem Zimbalist (1889–1985), violoniste, chef d'orchestre et compositeur américain d'origine russe

### 1891–1900
- Yakov Frenkel (1894–1952), physicien soviétique
- Olga Spessivtseva (1895–1991), danseuse russe
- Leff Schultz (1897–1970), peintre franco-russe
- Alexandre Chem (1898–1981), dessinateur français d'origine russe
- Alexandre Herbstman (1900–1982), compositeur d'études d'échecs russe

## XXesiècle

### 1901–1910
- Marion Gering (1901–1977), réalisateur et producteur de cinéma américain, d'origine russe
- Gueorgui Petroussov (1903–1971), photographe russe et soviétique
- Vera Panova (1905–1973), écrivaine et scénariste soviétique
- Leonid Sedov (1907–1999), physicien soviétique spécialiste de la dynamique des fluides
- Rostislav Pliatt (1908–1989), acteur soviétique d'origine russe
- David Lichine (1910–1972), danseur, chorégraphe et pédagogue américain d'origine russe

### 1911–1920
- Georges Arout (1911–1970), homme de lettres français d'origine russe
- Nikolaï Timkov (1912–1993), peintre soviétique russe
- Igor Bondarevski (1913–1979), grand maître soviétique du jeu d'échecs
- Gueorgui Fliorov (1913–1990), physicien nucléaire soviétique russe

### 1921–1930
- Daniil Khrabrovitski (1923–1980), scénariste, réalisateur et acteur russe
- Viktor Glouchkov (1923–1982), le père fondateur de la technologie de l'information en Union des républiques socialistes soviétiques
- Leonid Chamkovitch (1923–2005), joueur d'échecs soviétique puis américain
- Ilia Kroupnik (1925), l'écrivain russe
- Mikhaïl Simonov (1929–2011), ingénieur aéronautique russe

### 1931–1940
- Michail Semyonov (1933–2006), joueur soviétique de basket-ball
- Izabella Arazova (1936), compositrice arménienne
- Seiran Khatlamadjian (1937–1994), peintre et un intellectuel arménien
- Viktor Ponedelnik (1937), footballeur soviétique
- Viktor Zoubkov (1937), joueur de basket-ball soviétique

### 1941–1950
- Viktor Kravtchenko (1941), athlète soviétique
- Iouri Malikov (1943), musicien soviétique puis russe
- Alexandre Kaïdanovski (1946–1995), acteur, réalisateur et scénariste soviétique et russe
- Lioudmila Karatchkina (1948), astronome soviétique et ukrainienne

### 1951–1960
- Evguenia Glouchenko (1952), actrice russe
- Iouri Bachmet (1953), altiste russe
- Svetlana Grozdova (1959), gymnaste soviétique

### 1961–1970
- Konstantin Lavronenko (1961), acteur russe de cinéma
- Natalia Chapochnikova (1961), gymnaste soviétique
- Natalya Artyomova (1963), athlète russe, spécialiste du demi-fond
- Sergueï Jigounov (1963), acteur, réalisateur et producteur russe
- Viktor Kupovets (1963), coureur cycliste soviétique
- Gennadi Prigoda (1965), nageur soviétique
- Natalia Morskova (1966), joueuse de handball internationale soviétique puis espagnole
- Kirill Serebrennikov (1969), cinéaste russe, metteur en scène de théâtre et réalisateur
- Oleh Matveyev (1970), joueur de football ukrainien
- Vladimir Pychnenko (1970), nageur soviétique puis russe

### 1971–1980
- Svetlana Goncharenko (1971), athlète russe
- Svetlana Boyko (1972), escrimeuse russe ayant pour arme le fleuret
- Natalia Karimova (1974), cycliste russe spécialiste de la piste
- Aleksandr Kostoglod (1974), céiste russe
- Ekaterina Kovalevskaïa (1974), joueuse d'échecs russe
- Eduard Gritsun (1976), coureur cycliste russe
- Oksana Romenskaïa (1976), handballeuse russe
- Maxim Staviski (1977), patineur artistique russe et bulgare
- Sergei Davydov (1979), patineur artistique biélorusse
- Aleksandr Galkine (1979), grand maître russe du jeu d'échecs
- Andreï Moïsseïev (1979), athlète russe, double champion olympique de pentathlon moderne en 2004 à Athènes puis en 2008 à Pékin
- Varteres Samurgashev (1979), lutteur russe d'origine arménienne
- Sergey Fedorovtsev (1980), rameur russe

### 1981–1990
- Alexei Eremenko Jr (1983), joueur de football finlandais
- Victoria Lopyreva (1983), actrice, mannequin, présentatrice, blogueuse et gagnante du concours de beauté Miss Russie 2003
- Viktor Keirou (1984), basketteur russe
- Oksana Pochepa (1984), chanteuse de pop et un mannequin
- Tatiana Kotova (1985), chanteuse et mannequin qui fut miss Russie 2006
- Sergej Litvinov (1986), athlète biélorusse, puis allemand, puis russe, spécialiste du lancer du marteau
- Antonina Krivoshapka (1987), athlète russe
- Eva Rivas (1987), chanteuse russo-arménienne
- Iekaterina Toudeguecheva (1987), snowboardeuse russe
- Maria Krioutchkova (1988–2015), gymnaste artistique russe
- Julia Popova (1988), rameuse russe
- Ivan Popov (1990), joueur d'échecs russe

### 1991–2000
- Alekseï Denissenko (1993), taekwondoïste russe
- Ivan Boukavchine (1995–2016), joueur d'échecs russe
- Konstantin Tolokonnikov (1996), athlète russe
- Nikita Nagornyy (1997), gymnaste artistique russe
- Maria Kharenkova (1998), gymnaste artistique russe

## XXIesiècle
- Motorama (fondé en 2005), groupe de rock indépendant cold wave